# 卡梅洛·卡夫雷拉
卡梅洛·卡夫雷拉（西班牙語：Carmelo Cabrera，1950年1月6日—），西班牙男子篮球运动员。他曾代表西班牙国家队参加1972年夏季奥林匹克运动会和1974年国际篮联世界锦标赛。